# 让-皮埃尔·贝莱
让-皮埃尔·贝莱（法語：Jean-Pierre Bellet，1932年6月5日—），法国男子赛艇运动员。他曾代表法国参加世界赛艇锦标赛，获得一枚铜牌。他也曾参加1960年夏季奥林匹克运动会。